# Pregigueiro
Pregigueiro (llamada oficialmente San Salvador de Prexigueiró) es una parroquia y una entidad de población del municipio español de Pereiro de Aguiar, en la provincia de Orense, Galicia.

## Toponimia
La parroquia también es conocida por los nombres de San Salvador de Pregigueiro y San Salvador de Prexigueiros.

## Organización territorial
La parroquia está formada por siete entidades de población, constando cinco de ellas en el nomenclátor del Instituto Nacional de Estadística español:
- Castadón
- Cortiñas
- Pereiro de Aguiar (O Pereiro de Aguiar)
- Pereiro de Alén (O Pereiro de Alén)
- Pregigueiro (Prexigueiró)
- San Salvador
- Vilar

## Demografía
La entidad de población de Prexigueiró no consta ni en las bases de datos del INE ni en las del IGE por lo que se desconocen los datos demográficos de la misma.

### Parroquia
| Gráfica de evolución demográfica de Pregigueiro (parroquia) entre 2000 y 2023 |
|                                                                               |
| Datos según el nomenclátor publicado por el INE.                              |